# Maléna (énekesnő)
Arpine Martoján (örményül: Արփինե Մարտոյան, művésznevén: Maléna Fox vagy Maléna) (Jereván, 2007. január 10. – ) örmény énekes. A 2021-es Junior Eurovíziós Dalfesztivál győztese, aki Örményországot képviselte Párizsban Qami qami (magyarul: Szél szél) című dalával.

## Magánélete
Arpine 2007. január 10-én született Örményország fővárosában. Édesanyja Anna Manucharyan, örmény színésznő. Tanulmányait a jereváni Sayat Nova Zeneiskolában végzi.

## Pályafutása
2018-ban részt vett a Depi Mankakan Evrateszil elnevezésű örmény Junior Eurovíziós nemzeti válogatóban a Par című dallal. Az elődöntőben nyolcadik helyezést érte el, ezzel nem jutott tovább a döntőbe.
2020-ban őt választotta ki az Örmény Közszolgálati Televízió (AMPTV), hogy képviselje hazáját a Varsóban megrendezésre kerülő Junior Eurovíziós Dalfesztiválon. November 5-én bejelentették, hogy visszalépésre kényszerülnek hiszen a műsorszolgáltató nem tudja befejezni a megfelelő előkészületeit a hadi törvények térségbeli bevezetése miatt, a Hegyi-Karabah-ban folyó konfliktus következtében. Versenydala a Why lett volna.
2021. november 17-én vált hivatalossá, hogy az örmény műsorsugárzó jóvoltából az énekesnő lehetőséget kapott az ország képviseletére a 2021-es Junior Eurovíziós Dalfesztiválon egy új versenydallal. Qami qami című szerzeménye, november 19-én mutatták be a gyermek dalfesztivál hivatalos YouTube-csatornáján. Ez volt a verseny utoljára közzétett dala. A december 19-én rendezett dalverseny döntőjében fellépési sorrendben kilencedikként, az ír Maiú Levi Lawlor Saor (Disappear) című dala után és a kazak Alinur Khamzin & Beknur Zhanibekuly Ertegı älemı (Fairy World) című dala előtt lépett fel. A szavazás során a zsűri szavazáson összesítésben harmadik helyen végzett 115 ponttal (Lengyelországtól és Portugáliától maximális pontot kapott), míg a nézői szavazást 109 ponttal megnyerte, így összesítésben 224 ponttal megnyerte a versenyt és megszerezte Örményország második junior eurovíziós győzelmét.
2022-ben ösztöndíjat nyert a Berklee College of Music intézmény nyári kurzusára. Ugyanebben az évben feldolgozta a Modern Talking Cheri Cheri Lady című dalát.
2023-ban és 2024-ben társszerzője volt az örmény junior eurovíziós versenydaloknak.

## Diszkográfia

### Kislemezek
- Par (2018)
- Why (2020)
- Qami qami (2021)
- Spin The Magic (2022)
- Can’t Feel Anything (2022)
- Flashing Lights (2023)

### Közreműködések
- Chem Haskanum (2021, Kristina Si)

### Feldolgozások
- My Life Is Going On (2021)
- Cheri Cheri Lady (2022)